# القادر (أسماء الله الحسنى)
القادر من أسماء الله الحسنى في الإسلام، وهو على وزن فاعل من اسم الفاعل الثلاثي، ومعناه: أن الله هو القادر على ما يشاء، لا يعجزه شيء، ولا يفوته مطلوب.

## في القرآن الكريم
ورد اسم الله القادر مفردًا في القرآن الكريم سبع مرات منها:
- قال تعالى: ﴿وَقَالُوا لَوْلَا نُزِّلَ عَلَيْهِ آيَةٌ مِنْ رَبِّهِ قُلْ إِنَّ اللَّهَ قَادِرٌ عَلَى أَنْ يُنَزِّلَ آيَةً وَلَكِنَّ أَكْثَرَهُمْ لَا يَعْلَمُونَ ۝٣٧﴾ سورة الأنعام:37
- قال تعالى: ﴿قُلْ هُوَ الْقَادِرُ عَلَى أَنْ يَبْعَثَ عَلَيْكُمْ عَذَابًا مِنْ فَوْقِكُمْ أَوْ مِنْ تَحْتِ أَرْجُلِكُمْ أَوْ يَلْبِسَكُمْ شِيَعًا وَيُذِيقَ بَعْضَكُمْ بَأْسَ بَعْضٍ انْظُرْ كَيْفَ نُصَرِّفُ الْآيَاتِ لَعَلَّهُمْ يَفْقَهُونَ ۝٦٥﴾ سورة الأنعام:65
- قال تعالى: ﴿أَوَلَيْسَ الَّذِي خَلَقَ السَّمَاوَاتِ وَالْأَرْضَ بِقَادِرٍ عَلَى أَنْ يَخْلُقَ مِثْلَهُمْ بَلَى وَهُوَ الْخَلَّاقُ الْعَلِيمُ ۝٨١﴾ سورة يس:81
- قال تعالى: ﴿أَلَيْسَ ذَلِكَ بِقَادِرٍ عَلَى أَنْ يُحْيِيَ الْمَوْتَى ۝٤٠﴾ سورة القيامة:40

ووردت أربع مرات بصيغة جمع المذكر السالم المرفوع (قادرون)، ومرة منصوب بلفظ (قادرين).

## في السنة النبوية
- عن عبد الله بن مسعود عن النبي قال:[6] «آخِرُ مَن يدخلُ الجنةَ رجلٌ، فهو يَمشِي مرةً ويَكْبُو مرةً وتَسْفَعُهُ النارُ مرةً فإذا ما جاوزها التَفَت إليها، فقال: تبارك الذي نجَّانِي مِنكِ. لقد أعطاني اللهُ شيئًا ما أعطاهُ أحدًا من الأولينَ والآخِرينَ. فَتُرْفَعُ له شجرةً. فيقولُ: أيْ رَبِّ، أَدْنِنِي من هذه الشجرةِ فَلِأَسْتَظِلَّ بِظِلِّها وأشربَ من مائِها. فيقولُ اللهُ عز وجل: يا ابنَ آدمَ لَعَلِّي إن أَعْطَيْتُكَها سألتَنِي غيرَها. فيقولُ: لا. يا ربِّ ويعاهدُه أن لا يسألَه غيرَها. وربُّه يعذِرُه. لأنه يَرَى ما لا صبرَ له عليه. فيُدْنِيهِ منها. فيَسْتَظِلُّ بظِلِّها ويَشربُ من مائِها. ثم تُرفعُ له شجرةٌ هي أحسنُ من الأولى. فيقولُ: أيْ ربِّ أَدْنِنِي من هذه لِأَشربَ من مائِها وأَستظِلَّ بظِلِّها. لا أسألُك غيرَها. فيقولُ: يا ابنَ آدمَ ألم تُعاهِدْني أن لا تسألَني غيرَها، فيقولُ: لَعَلِّي إن أَدْنَيْتُك منها تسألُني غيرَها؟ فيُعاهدُه أن لا يسألَه غيرَها. وربُّه يَعْذِرُه. لأنه يَرَى ما لا صبرَ له عليه فيُدنِيه منها. فيَستظِلُّ بظِلِّها ويشربُ من مائِها. ثم تُرفعُ له شجرةً عند بابِ الجنةِ هي أحسنُ من الأولَيَيْن. فيقولُ: أيْ ربِّ أَدْنِنِي من هذه لِأستظِلَّ بظِلِّها وأشربَ من مائِها. لا أسألُك غيرَها. فيقولُ: يا ابنَ آدمَ ألم تُعاهِدْني أن لا تسألَني غيرَها؟ قال: بلى يا ربِّ هذه لا أسألُك غيرَها وربُّه يعذِرُه لأنه يرى ما لا صبرَ له عليه فيُدْنِيهِ منها فإذا أدناه منها، فيَسمعُ أصواتَ أهلِ الجنةِ، فيقول: أيْ ربِّ أدخِلْنِيها، فيقولُ: يا ابنَ آدمَ ما يَصْرِينِي منكَ؟ أيُرضِيكَ أن أُعطِيَكَ الدنيا ومثلَها معها؟ قال : يا ربِّ أتستهزئُ مني وأنت ربُّ العالمين. فضحِك ابنُ مسعودٍ فقال: ألا تسألوني مِمَّ أضحكُ ؟ فقالوا: مِمَّ تضحكُ ؟ قال: هكذا ضحِك رسولُ اللهِ ﷺ. فقالوا : مِمَّ تضحكُ يا رسولَ اللهِ؟ قال: من ضَحِكِ ربِّ العالمينَ حين قال: أتستهزِئُ مني وأنت ربُّ العالمين؟ فيقولُ: إني لا أستهزئُ منك، ولكني على ما أشاءُ قادرٌ.»

## الأقوال في معناه
- قال أبو إسحاق الزجاج:[2] «الله القادر على ما يشاء، لا يعجزه شيء، ولا يفوته مطلوب، والقادر منا – وإن استحق هذا الوصف – فإن قدرته مستعارة، وهي عنده وديعة من الله تعالى، ويجوز عليه العجز في حال، والقدرة في أخرى، والله تعالى هو القادر، فلا يتطرق عليه العجز، ولا يفوته شيء»
- قال الخطابي:[7] «(القادر): هو من القدرة على الشيء، يقال: قدر يقدر قدرة فهو قادر وقدير، كقوله تعالى: ﴿وَكَانَ اللَّهُ عَلَى كُلِّ شَيْءٍ قَدِيرًا﴾ سورة الأحزاب:27 ووصف الله نفسه بأنه قادر على كل شيء أراده، لا يعترضه عجز ولا فتور.

وقد يكون القادر بمعنى المقدر للشيء، يقال: قدرت الشيء وقدرته بمعنى واحد كقوله: ﴿فَقَدَرْنَا فَنِعْمَ الْقَادِرُونَ﴾ سورة المرسلات:23 أي: نعم المقدرون، وعلى هذا يتأول قوله سبحانه: ﴿فَظَنَّ أَن لَّن نَّقْدِرَ عَلَيْهِ﴾ سورة الأنبياء:87 أي: لن نقدر عليه الخطيئة أو العقوبة إذ لا يجوز على نبي الله أن يظن عدم قدرة الله عز وجل في حال من الأحوال»
- قال الحليمي:[8] «(القادر) قال الله عز وجل: ﴿أَلَيْسَ ذَلِكَ بِقَادِرٍ عَلَى أَن يُحْيِيَ الْمَوْتَى﴾ سورة القيامة:40 وقال: ﴿بَلَى إِنَّهُ عَلَى كُلِّ شَيْءٍ قَدِيرٌ﴾ سورة الأحقاف: 33 وهذا يدل على معنى أنه لا يعجزه شيء بل تيسر له ما يريد على ما يريد، لأن أفعاله قد ظهرت، ولا يظهر الفعل اختياراً إلا من قادر غير عاجز، كما لا يظهر إلا من حي عالم»
- قال البيهقي:[9] «هو الذي له القدرة الشاملة، والقدرة له صفة قائمة بذاته»
- قال ابن منده:[10] «ومن أسماء الله عز وجل : القدير والقادر والمقتدر»
- قال ابن عثيمين:[11] «فالقادر اسم، والقدير اسم، والمقتدر اسم، مع أنها كلها مشتقة من صفة واحدة، لأن بعضها يزيد بخصوصية عن الآخر»